# Rue Honoré-Chevalier
La rue Honoré-Chevalier est une voie du 6e arrondissement de Paris, en France.

## Situation et accès
La rue Honoré-Chevalier est une voie publique, orientée est-ouest, située dans le 6e arrondissement de Paris. Elle débute au 86, rue Bonaparte et se termine au 21, rue Cassette. La partie située à l’est de la rue Madame (voie nord-sud qui croise la rue Honoré-Chevalier approximativement en son milieu), se trouve dans le quartier de l'Odéon. La partie située à l’ouest se trouve dans le quartier Notre-Dame-des-Champs.
Le quartier est desservi par la ligne 4, à  la station Saint-Sulpice, par la ligne 12, à la station Rennes.

## Origine du nom

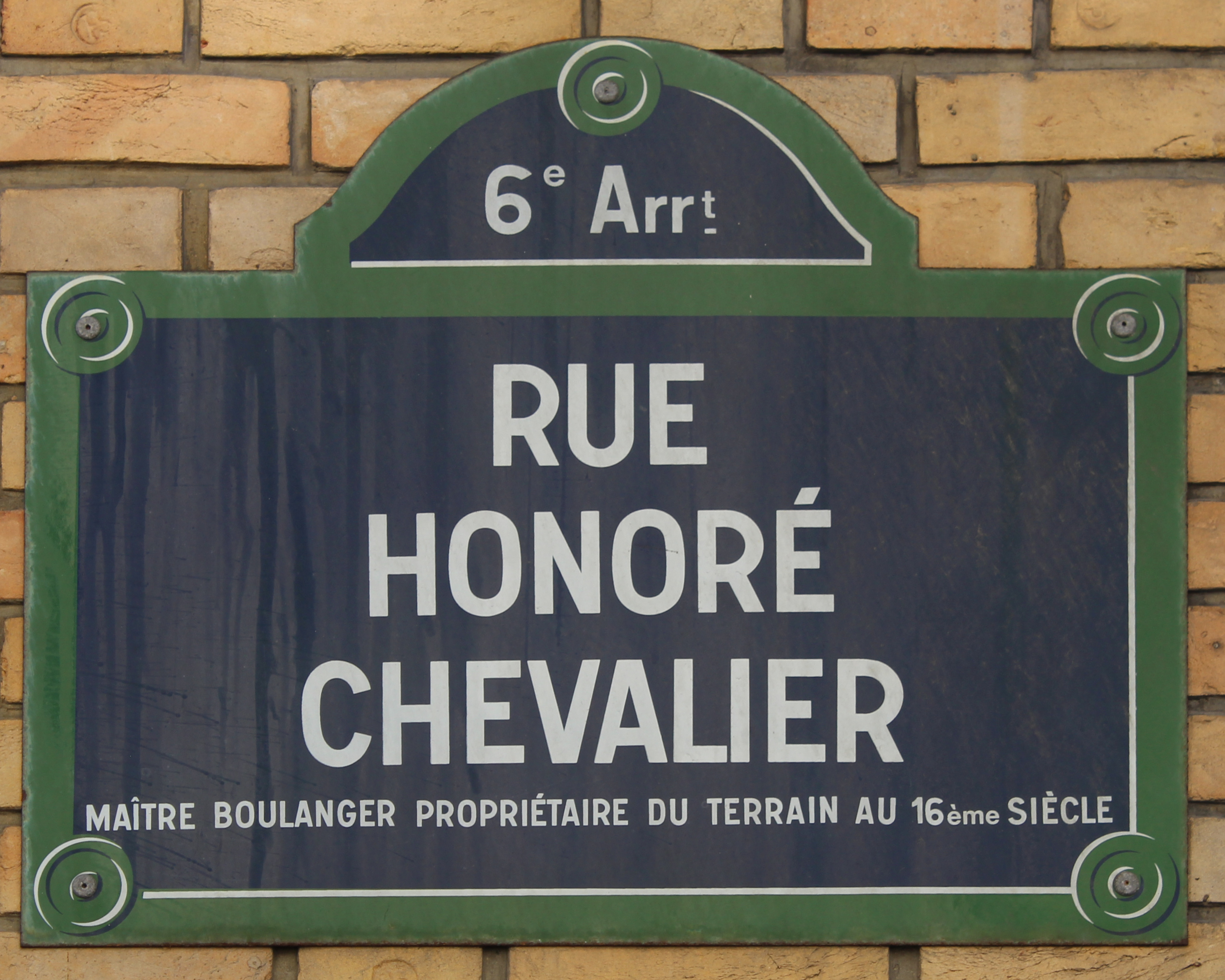
Plaque de la rue.

Elle tire son nom du propriétaire du terrain au XVIe siècle.

## Historique
Cette voie s'appelait « du Chevalier », nom d'un boulanger.
Elle a porté les noms de « rue Chevalier », « rue du Chevalier », « rue Chevalier Honoré » et « rue du Commissaire Jaulneau ». 
Elle est citée sous le nom de « rue du Chevalier » dans un manuscrit de 1636 dont le procès-verbal de visite, en date du 30 avril 1636, indique qu'elle est « en aucuns endroitz nette, et en d'autres avons veu plusieurs boues et fanges ». 
Pendant la Révolution, on l'a appelée « rue Honoré-Liberté ».

## Bâtiments remarquables et lieux de mémoire
- No 1 : hôtel de Polignac de style Régence daté du XVIIIe siècle[3].
- No 3 : ancien hôtel du XVIIIe siècle[3] ; domicile et lieu du décès, le 14 février 1926, de Paul Beau, diplomate et gouverneur général de l’Indochine de 1902 à 1908[4]. Le prédicateur Henri Lacordaire y habita[5].
- No 7 : Charles Dullin créa son premier théâtre à cette adresse en 1921 ; une plaque lui rend hommage.
- No 11 : groupe scolaire construit par l’architecte Roger Bouvard entre 1914 et 1923[3].

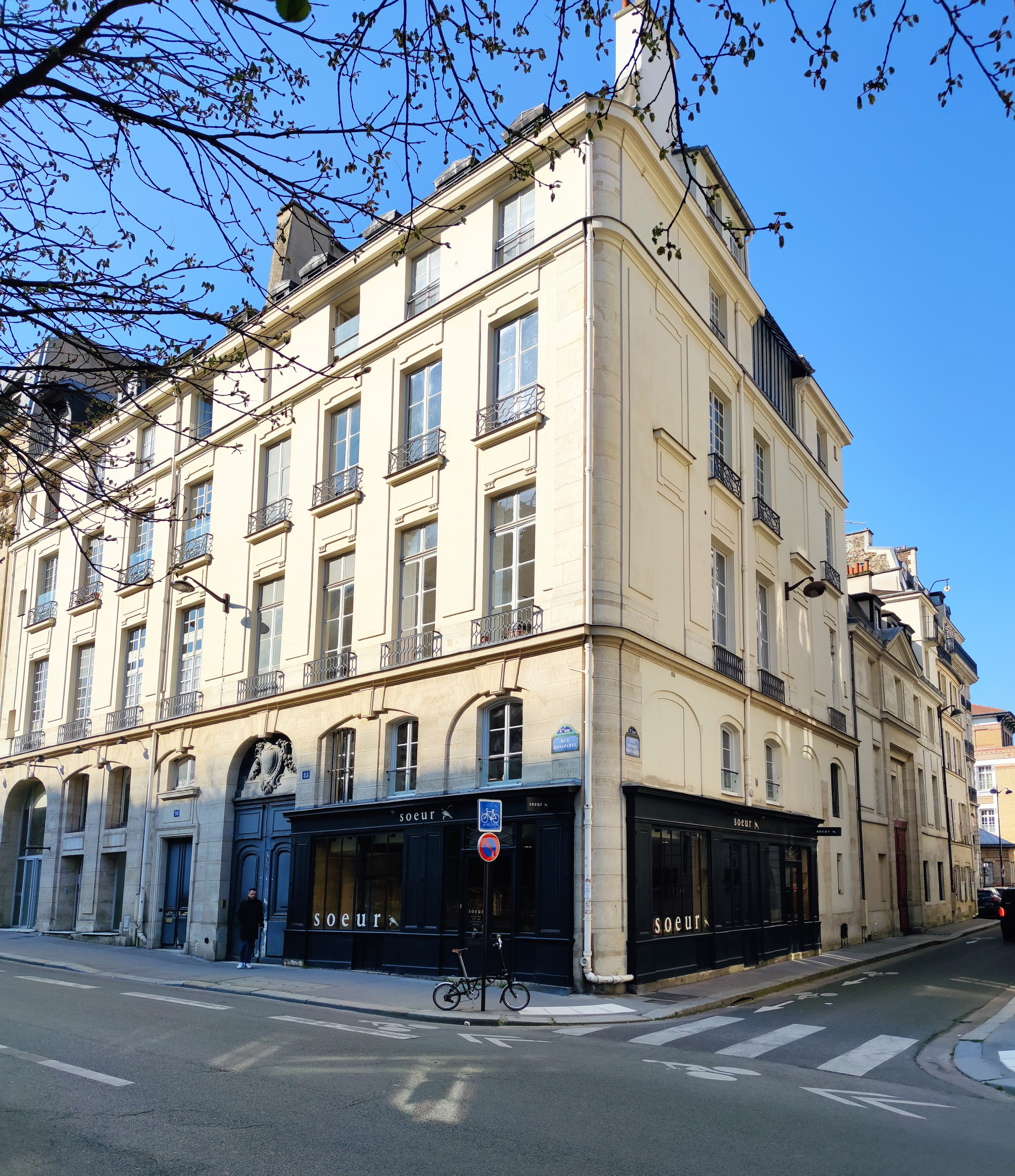
No 1 (angle rue Bonaparte) : hôtel de Polignac.
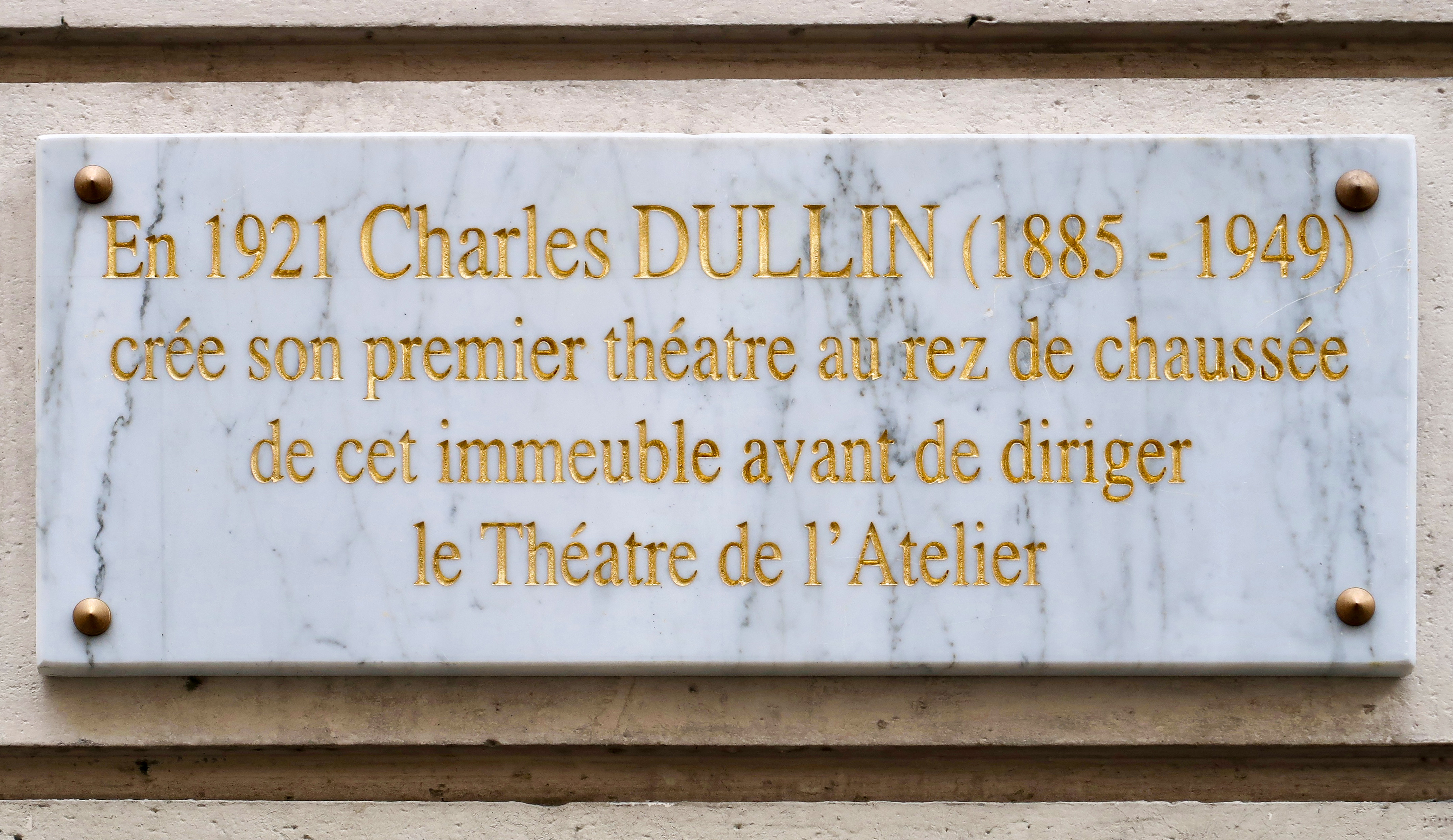
Plaque au no 7.
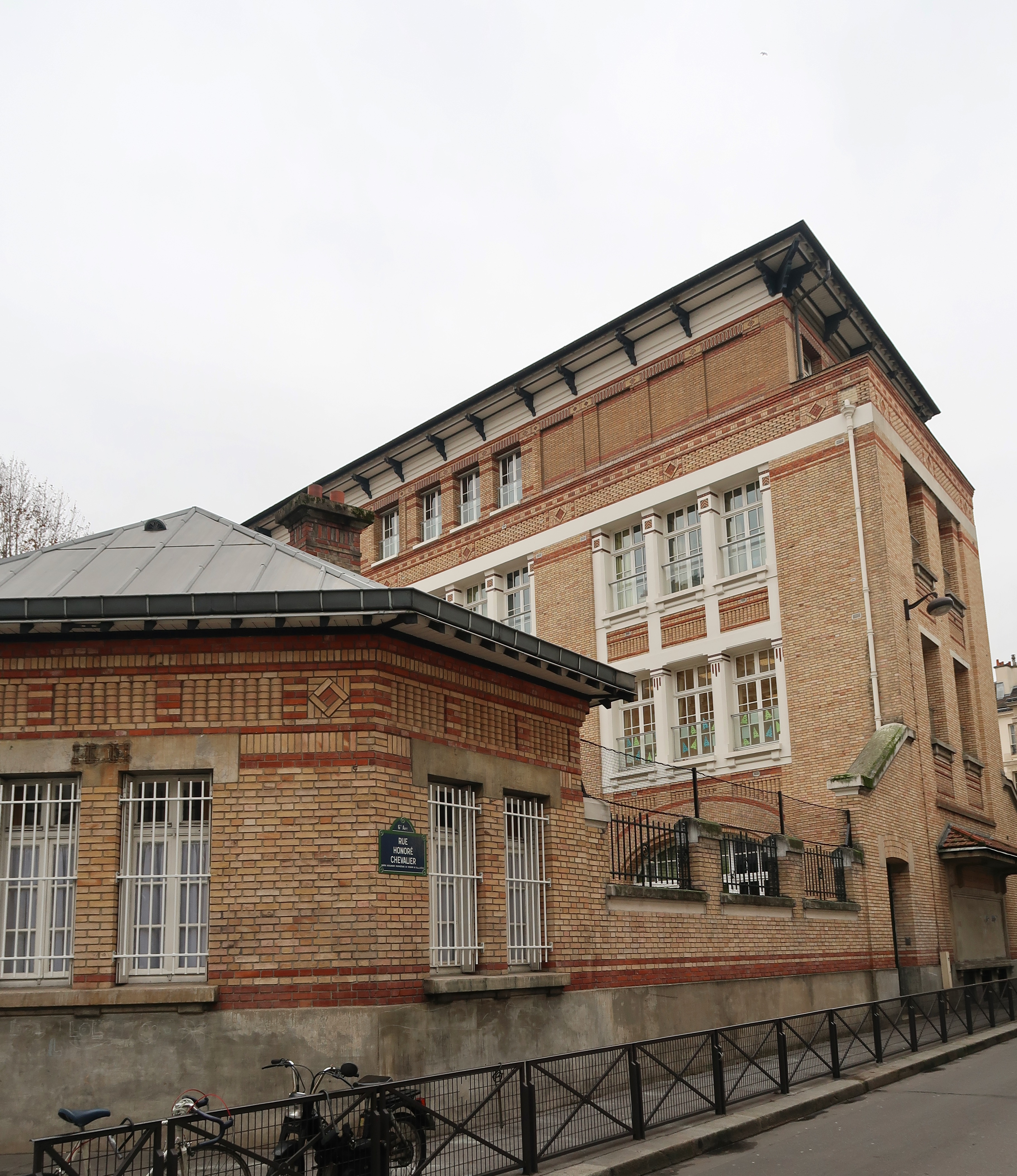
Façade secondaire de l'école élémentaire de la rue Madame.